# Імбюрті
Імбю́рті (рос. Имбюрти, чув. Аслă Туçа) — присілок у складі Цівільського району Чувашії, Росія. Входить до складу Таушкасинського сільського поселення.
Населення — 196 осіб (2010; 281 у 2002).
Національний склад:
- чуваші — 99 %